# Formación San Carlos
La Formación San Carlos es una formación geológica en el centro-oriente de Chihuahua y el oeste de Texas cuyos estratos se remontan al Campaniano del Cretácico Superior. Los restos de dinosaurios se encuentran entre los fósiles que se han encontrado en la formación. Concretamente han sido referidos restos postcraneales de hadrosáuridos indeterminados descubiertos en las localidades de Potrero del Llano y Rancho Don Chuy en el Municipio de Aldama y cerca de la ciudad de Ojinaga.

## Paleofauna de invertebrados
- Mortoniceras
- Brancoceras
- Prionocyclus
- Coilopoceras
- Acanthoceras
- Acompsoceras
- Romaniceras
- Mammites
- Pseudothurmannia

## Paleofauna de vertebrados
- Gryposaurus sp.
- Kritosaurus sp. (Gryposaurus sp.)
- Stegoceras sp.
- Deinosuchus sp.

## Plantas
- Javelinoxylon deca[4]
- Agathoxylon sp.[5]
- Paraphyllanthoxylon anasazi[5]